# Frisch Auf Göppingen
TPSG Frisch Auf Göppingen er en håndboldklub fra Göppingen i Tyskland. Klubben spiller pt. i Bundesligaen i herrehåndbold.

## Meritter
- Tysk mester: 8
  - 1954, 1955, 1958, 1959, 1960,1961, 1970, 1972

- Champions League: 2
  - Vinder: 1960, 1962
  - Tabende finalist: 1959

- EHF Cup
  - Tabende finalist:: 2006
  - Vinder: 2011